# Felipe dos Santos
Felipe dos Santos Souza, mais conhecido como Lipe Detona (Maceió, 11 de setembro de 2000), é um lutador de artes marciais mistas brasileiro, que compete como peso-mosca no Ultimate Fighting Championship.

## Cartel no MMA
| Cartel no MMA   |            |           |
| 9 lutas         | 8 vitórias | 1 derrota |
| Por nocaute     | 2          | 0         |
| Por finalização | 3          | 0         |
| Por decisão     | 3          | 1         |
| Empates         | 0          | 0         |

| Res.    | Cartel  | Oponente                | Método                  | Evento                             | Data       | Round | Tempo | Local             | Notas          |
| ------- | ------- | ----------------------- | ----------------------- | ---------------------------------- | ---------- | ----- | ----- | ----------------- | -------------- |
| Vitória | 8-1-(1) | Victor Altamirano       | Decisão (dividida)      | UFC Fight Night: Moreno vs. Royval | 24/02/2024 | 3     | 5:00  | Cidade do México  |                |
| Derrota | 7–1-(1) | Manel Kape              | Decisão (unânime)       | UFC 293: Adesanya vs. Strickland   | 10/09/2023 | 3     | 5:00  | Sydney            | Luta da noite. |
| Vitória | 7-0-(1) | Hugo Paiva              | Decisão (unânime)       | LFA 146: Barbosa vs. Santos        | 04/11/2022 | 3     | 5:00  | São Paulo, Brasil |                |
| Vitória | 6-0-(1) | Rafael Montouro Ribeiro | Decisão (dividida)      | BFS 10: Brazilian Fighting Series  | 29/05/2022 | 3     | 5:00  | São Paulo, Brasil |                |
| Vitória | 5-0-(1) | Marcos Degli            | Finalização (triângulo) | APM: Arena Pride MMA 2             | 06/03/2022 | 3     | 0:33  | Santos, São Paulo |                |